# Turkiets ambassad i Berlin
Turkiets ambassad i Berlin byggs för närvarande i Tiergarten i Berlin. Den ersätter den nuvarande ambassaden på Rungestrasse.
Turkiets nya ambassad i Berlin ligger i Diplomatenviertel, Berlins diplomatstad på samma plats som Osmanska rikets ambassad en gång i tiden låg. Ambassaden ligger mellan Sydafrikas ambassad och Italiens ambassad. Den nya byggnaden är den turkiska statens största byggprojekt utanför landet. Byggnadens arkitektur ska förena modern arkitektur med turkiska traditioner och har ritats av arkitekterna Volkmar Nickol, Felipe Schmidt och Thomas Hillig (nsh architekten). Här kommer omkring 100 anställda att arbeta och en festsal för 1400 gäster återfinns på området. 